# Hedysarum bellevii
Hedysarum bellevii là một loài thực vật có hoa trong họ Đậu. Loài này được (Prain) Bornm. miêu tả khoa học đầu tiên.